# Centrophthalmina
Sous-tribu
Synonymes
- Petanopini Jeannel, 1954

Les Centrophthalmina forment une sous-tribu de coléoptères de la famille des Staphylinidae, de la super-tribu des Pselaphitae et de la tribu des Tyrini.

## Genres
Camaldosis – Centrophthalmus – Enantius